# Merienda campestre
Goûter champêtre
Le Merienda campestre (« Goûter champêtre ») est un tableau de Francisco de Goya réalisé entre 1786 et 1788 et appartenant à la sixième série de cartons pour tapisserie destinée à la chambre des infantes du Prince des Asturies au Palais du Pardo. Il est conservé à la National Gallery de Londres.

## Contexte de l'œuvre
Tous les tableaux de la sixième série sont destinés à chambre des infantes du Prince des Asturies, c'est-à-dire de celui qui allait devenir Charles IV et de son épouse Marie Louise de Parme, au palais du Pardo.
La série était composée de La Gallina ciega, La Pradera de San Isidro, La Ermita de San Isidro et Merienda campestre.

## Analyse
Le tableau reflète les fêtes patronales d'Isidore le Laboureur, fil conducteur de la série. De jeunes gens joyeusement habillés ont terminé leur repas, l'un d'eux est ivre, tandis qu'un autre essaye de flirter, un verre à la main. Bien que ce soit une esquisse, les personnages de Goya sont expressifs, et les coups de pinceau sont rapides.